# Thienpont
Thienpont is een hoofdzakelijk Belgische en Nederlandse achternaam. De naam zou ontstaan zijn als een beroepsnaam voor een geldwisselaar of een bijnaam, verwijzend naar "tien pond" als gewicht of de munt. Ze is verwant aan namen als Thienpond, Thienpondt, Tienpont en Thimpont. In Vlaanderen komt de naam vooral in het zuiden van Oost-Vlaanderen veel voor.

## Bekende personen
- Filip Thienpont (1967- ), burgemeester van Merelbeke
- Gaspard Thienpont, uitvinder van de millecroquettes
- Gerard Thienpont (1940- ), Belgisch beeldhouwer
- Peter Thienpont (1946- ), burgemeester van Maarkedal

#### Familie
- Jean Thienpont (1774-1863), Belgisch politicus
  - Léon Victor Jean Thienpont (1815-1909), Belgisch politicus
    - Léon Thienpont (1879-1959), burgemeester van Oudenaarde
      - Joseph Thienpont (1913-1996), burgemeester van Edelare en Oudenaarde

  - Camille Louis Thienpont (1819-1896), burgemeester van Etikhove
    - Emiel Thienpont (1849-1912), burgemeester van Etikhove
    - Louis Thienpont (1853-1932), Belgisch politicus[3]
      - Georges Thienpont (1883-1962), burgemeester van Etikhove